# Patrycja Szymura
Patrycja Szymura (ur. 24 lipca 1979) – polska biathlonistka. Wicemistrzyni Europy w sztafecie kobiet z 1999. Uczestniczka zimowej uniwersjady (2003). Medalistka mistrzostw Polski w biathlonie.

## Życiorys
Pochodząca z Chorzowa Szymura przez około 10 lat trenowała biathlon. Jako zawodniczka Dynamitu Chorzów była multimedalistką Ogólnopolskiej Olimpiady Młodzieży, stawała na podium letnich mistrzostw Polski w biathlonie letnim w sztafecie kobiet, należała do seniorskiej reprezentacji Polski. Zdobywała medale mistrzostw Polski w biathlonie – z Dynamitem Chorzów w 1999 sięgnęła po złoto w sztafecie kobiet, w 2000 w tej samej konkurencji z chorzowskim klubem zdobyła srebro, a w 2002, już jako zawodniczka AZS-AWF Katowice, sięgnęła po brąz w biegu indywidualnym.
Na arenie międzynarodowej startowała sporadycznie, w latach 1998–2003 biorąc udział głównie w zawodach Pucharu IBU (wówczas Pucharu Europy). W Pucharze Świata wystąpiła raz – 15 stycznia 2000 w Ruhpolding zajęła 84. miejsce w biegu sprinterskim. Największy sukces międzynarodowy osiągnęła w 1999, gdy w Iżewsku, wraz z polską kadrą (oprócz niej w składzie znalazły się wówczas również Iwona Grzywa, Aldona Sobczyk oraz Iwona Daniluk), sięgnęła po srebrny medal mistrzostw Europy w sztafecie kobiet, po raz pierwszy w historii tej imprezy rozgrywanej w formacie czteroosobowym. W 2003 wzięła udział w zimowej uniwersjadzie – zajęła 30. miejsce w biegu indywidualnym, 37. w sprincie, 29. w biegu pościgowym i 23. w biegu masowym.
Szymura jest absolwentką Akademii Wychowania Fizycznego im. Jerzego Kukuczki w Katowicach. Po zakończeniu kariery pracowała między innymi jako nauczyciel wychowania fizycznego. Posiada uprawnienia trenera biathlonu (licencja A Polskiego Związku Biathlonu), w roli tej pracowała w klubie UKS Lider Katowice.

## Osiągnięcia

### Mistrzostwa Europy
| Rok  | Miejscowość | Konkurencje | Konkurencje | Konkurencje | Konkurencje | Konkurencje | Konkurencje | Konkurencje |
| Rok  | Miejscowość | IN          | SP          | PU          | MS          | RL          | MR          | SR          |
| ---- | ----------- | ----------- | ----------- | ----------- | ----------- | ----------- | ----------- | ----------- |
| 1999 | Iżewsk      | b.d.        | b.d.        | nd.         | nd.         | 2.          | nd.         | –           |

### Uniwersjada
| Rok  | Miejscowość | Konkurencje | Konkurencje | Konkurencje | Konkurencje | Konkurencje | Konkurencje | Konkurencje |
| Rok  | Miejscowość | IN          | SP          | PU          | MS          | RL          | MR          | SR          |
| ---- | ----------- | ----------- | ----------- | ----------- | ----------- | ----------- | ----------- | ----------- |
| 2003 | Tarvisio    | 30.         | 37.         | 29.         | 23.         | –           | nd.         | –           |

### Puchar Świata

#### Miejsca w klasyfikacji generalnej Pucharu Świata
| Sezon     | Miejsce           |
| --------- | ----------------- |
| 1999/2000 | niesklasyfikowana |

#### Miejsca w poszczególnych zawodach Pucharu Świata
| Sezon 1999/2000                                                         |    |    |    |    |    |    |    |    |    |    |    |    |    |    |    |    |    |    |    |    |    |    |    |    |        |        |        |        |        |        |        |        |        |        |        |        |        |        |        |        |        |        |        |        |
| IN                                                                      | PU | SP | PU | IN | SP | MS | SP | PU | MS | SP | PU | SP | PU | SP | PU | SP | PU | IN | MS | SP | PU | SP | PU | MS | punkty | punkty | punkty | punkty | punkty | punkty | punkty | punkty | punkty | punkty | punkty | punkty | punkty | punkty | punkty | punkty | punkty | punkty | punkty | punkty |
| -                                                                       | -  | -  | -  | -  | -  | -  | -  | -  | -  | 84 | -  | -  | -  | -  | -  | -  | -  | -  | -  | -  | -  | -  | -  | -  | 0      | 0      | 0      | 0      | 0      | 0      | 0      | 0      | 0      | 0      |        |        |        |        |        |        |        |        |        |        |
| Legenda                                                                 |    |    |    |    |    |    |    |    |    |    |    |    |    |    |    |    |    |    |    |    |    |    |    |    |        |        |        |        |        |        |        |        |        |        |        |        |        |        |        |        |        |        |        |        |
| 1 2 3 4-10 11-30 poniżej 30 – – zawodniczka nie wystartowała            |    |    |    |    |    |    |    |    |    |    |    |    |    |    |    |    |    |    |    |    |    |    |    |    |        |        |        |        |        |        |        |        |        |        |        |        |        |        |        |        |        |        |        |        |
| SP – sprint IN – bieg indywidualny PU – bieg pościgowy MS – bieg masowy |    |    |    |    |    |    |    |    |    |    |    |    |    |    |    |    |    |    |    |    |    |    |    |    |        |        |        |        |        |        |        |        |        |        |        |        |        |        |        |        |        |        |        |        |